# Эймос, Джеймс
Джеймс Ф. Эймос (англ. James F. Amos; род. 12 ноября 1946 года, Уэнделл, Айдахо, США) — военнослужащий ВС США, генерал КМП США. С 2006 по 2010 годы занимал должности начальника управления боевой подготовки КМП США и заместителя коменданта КМП США. В 2010—2014 годах — комендант КМП США.

## Биография и образование
Джеймс Ф. Эймос родился 12 ноября 1946 года в н. п. Уэнделл (штат Айдахо). В 1970 году Д. Эймос окончил университет Айдахо с дипломом бакалавра экономики, пройдя курс подготовки офицеров запаса, после чего ему был присвоен чин мичмана (энсина) запаса ВМС.

## Действительная служба в Корпусе морской пехоты США

### Курсант военного училища ВВС США
1971 год — окончил Высшее военное училище ВВС с присвоением классности летчика морской авиации. Освоил состоящий на вооружении авиации КМП США истребитель-бомбардировщик Макдоннелл-Дуглас Ф-4 «Фантом 2», направлен на действительную службу в армейскую авиацию (АА) КМП США.

### Служба на лётных должностях АА КМП США
1972—1985 годы:
- офицер-лётчик (212-я авиационная эскадрилья (АЭ) истребительно-бомбардировочной авиации (ИБА) 1-го авиагруппы (АГ) 3-го авиационного крыла, АКМП) 3-го экспедиционного корпуса морской пехоты («Ивакуни», преф. Ямагути, Япония)
- офицер-лётчик (235-я АЭ ИБА 11-го АГ 3-го АКМП) («Канеохе-Бэй», «Гавайи», штат Гавайи)
- офицер-лётчик (122-я АЭ ИБА 31-й АГ 2-го АКМП) («Бофор», штат Южная Каролина)

### Служба на командных должностях АА КМП США
- 1985 год — командир отдельной эскадрильи (начальник учебного полевого аэродрома КМП США, 24-я авиаэскадрилья КМП; штат Калифорния)
- апрель 1987 — начальник штаба эскадрильи (212-я АЭ ИБА 1-й АГ 3-го АКМП) («Ивакуни», преф. Ямагути, Япония)
- 1988 год — прошёл переподготовку для полетов на истребителе-бомбардировщике МакДоннел Дуглас Ф-18 «Хорнет»
- 1990 год — командир эскадрильи (312-я АЭ ИБА 31-й АГ 2-го АКМП) («Бофор», штат Южная Каролина)
- 1991 год — прошёл переподготовку для допуска к полетам с авианесущего корабля
- 1992 год — командир эскадрильи (312-я АЭ ИБА в составе 8-го авианосного авиакрыла) (авианосец № 71 «Теодор Рузвельт»)
- май 1996 — командир авиагруппы (31-я авиагруппа морской пехоты 2-го авиакрыла морской пехоты) («Бофор», штат Южная Каролина; полковник)
- 1998 год — в объединённом штабе ВМС НАТО на Южноевропейском ТВД (бригадный генерал КМП США)

### В военном руководстве КМП США
- 2000 год — помощник коменданта КМП США по вопросам боевого применения авиации.
- декабрь 2001 — помощник коменданта КМП США по вопросам оперативного планирования.
- май 1996 — август 2002 — командир авиакрыла морской пехоты (3-е АКМП 1-го экспедиционного корпуса (ЭКМП) Тихоокеанского побережья США).
- июнь 2004 — июль 2006 — командир общевойскового соединения (2-го ЭКМП Атлантического побережья США; «Кэмп-Лэджен», штат Северная Каролина)[4].
- август 2006 — июль 2008 — начальник управления (управление боевой подготовки КМП США, одновременно помощник коменданта КМП по вопросам БП).
- 3 июля 2008 — заместитель коменданта КМП США[2].
- июль 2010 — Комендант корпуса морской пехоты США[5][5][6][6][7][8][9][10][11].

Д. Эймос стал первым офицером-лётчиком авиации КМП США, назначенным на должность коменданта Корпуса морской пехоты.
- 17 октября 2014 — передал пост коменданта генералу Джозефу Данфорду.

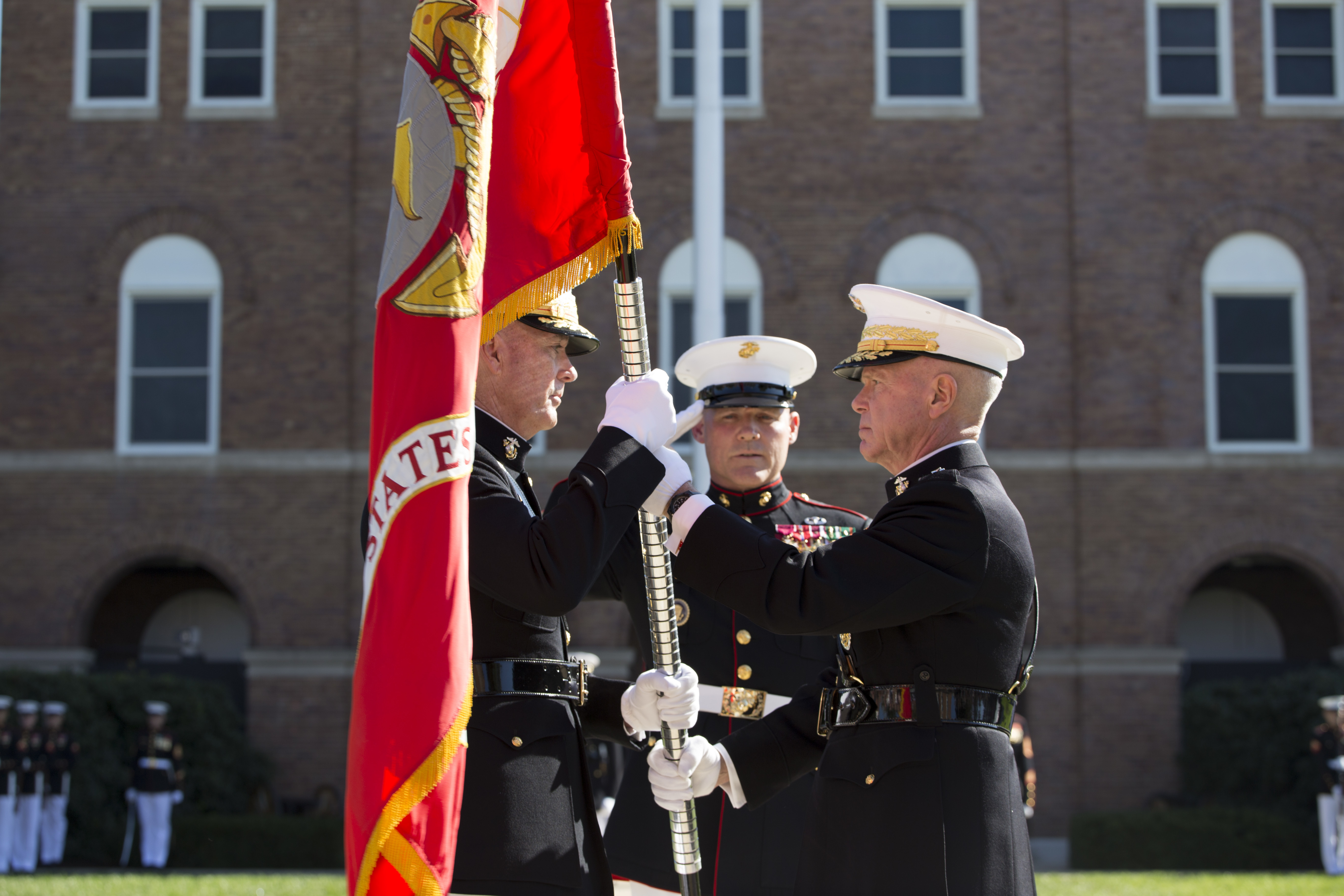
Д. Эймос поздравляет нового коменданта КМП США Д. Данфорда со вступлением в должность (2014)

1 декабря 2014 после 42,5 лет службы Эймос вышел в отставку.
После отставки Эймос вошёл в состав совета директоров компании-оборонного подрядчика Lord Corporation В настоящее время является председателем совета фонда Semper Fi Fund..

### Занимаемые должности
В течение службы в КМП США Д. Эймос также занимал следующие административные и штабные должности:
- начальник штаба 7-й учебно-боевой эскадрильи (УБАЭ) КМП США
- начальник штаба 15-й авиагруппы морской пехоты
- начальник штаба 31-й авиагруппы морской пехоты
- заместитель командующего в Европе частями ВМС постоянной готовности (г. Неаполь)
- заместитель командующего силами КМП США в Европе (г. Неаполь)
- начальник координационного центра НАТО по Косово
- начальник штаба группировки НАТО при вторжении в бывшую Югославию
- начальник штаба 3-го ЭКМП США
- начальник Школы подготовки личного состава КМП США
- начальник управления боевой подготовки экспедиционных сил КМП США

## Учёба в военных академиях
Д. Эймос окончил Общевойсковую академию ВС США («Норфолк», штат Виргиния) и Военную академию ВВС («Максвелл», штат Алабама).

## Правительственные награды США и личные знаки военнослужащего

### Личные знаки военнослужащего
| Вид знака | Наименование награды                              | Примечания |
| --------- | ------------------------------------------------- | ---------- |
|           | Знак сотрудника штаба психологической войны и РЭБ |            |
|           | Знак классности летчика авиации ВМС               |            |
|           | Личный знак члена ОКНШ США                        |            |

### Правительственные награды США
| Вид награды | Вид колодки                                                                                | Наименование награды                                                         | Примечания                                          |
| ----------- | ------------------------------------------------------------------------------------------ | ---------------------------------------------------------------------------- | --------------------------------------------------- |
|             | Серебряная звезда повторного награждения                                                   | орден «Легион Почёта»                                                        | С серебряной звездой                                |
|             |                                                                                            | Медаль Почёта МО США                                                         |                                                     |
|             | Золотая звезда повторного награждения                                                      | Медаль Почёта ВС США                                                         | C золотой звездой                                   |
|             |                                                                                            | Медаль ВВС США                                                               | С указанием числа боевых вылетов                    |
|             | Литера «V» · Золотая звезда повторного награждения · Золотая звезда повторного награждения | Медаль Почёта ВМС                                                            | С двумя золотыми звездами и знаком участника БД     |
|             |                                                                                            | Медаль «За успехи в службе в ВМС США»                                        |                                                     |
|             |                                                                                            | коллективная Лента почёта частей МО США                                      |                                                     |
|             | Бронзовая звезда за службу                                                                 | лента ВМС «За коллективную храбрость части»                                  | С бронзовой звездой за участие в БС)                |
|             |                                                                                            | коллективная Лента Почёта частей ВМС                                         |                                                     |
|             |                                                                                            | Нашивка «Отличник боевой подготовки ВМС»                                     | Со знаком отличия за пять проверок командования ВМС |
|             | Бронзовая звезда за службу                                                                 | Медаль «За боевые заслуги в составе экспедиционных сил ВМС»                  | С бронзовой звездой                                 |
|             | Бронзовая звезда за службу                                                                 | медаль «За службу в ВС США»                                                  | С бронзовой звездой                                 |
|             |                                                                                            | медаль «За боевые заслуги в составе экспедиционных сил ВС США»               |                                                     |
|             |                                                                                            | медаль «За участие в операции „Буря в пустыне“»                              |                                                     |
|             |                                                                                            | медаль «За участие в антитеррористической операции экспедиционных войск США» |                                                     |
|             |                                                                                            | медаль «За борьбу с международным терроризмом»                               |                                                     |
|             |                                                                                            | медаль «За службу в ВС США»                                                  |                                                     |
|             | Бронзовая звезда за службу · Серебряная звезда за службу                                   | нашивка ВМС США за одну БС                                                   | С серебряной и бронзовой звездами                   |
|             |                                                                                            | медаль ВМС «За отличную стрельбу из пистолета»                               |                                                     |

## Notes
1. ↑  Gen. James F. Amos, USMC, (ret.) Архивная копия от 18 апреля 2021 на Wayback Machine, www.lord.com
2. 1 2  United States Marine Corps History Division Marine Corps Assistant Commandants Архивировано 16 мая 2011 года.
3. ↑  Commandants of the U.S. Marine Corps. USMC TECOM. Архивировано из оригинала 19 декабря 2011 года.
4. ↑  Mink, A. C. Senate confirms Amos’ assignment to Quantico, Stalder to take command of II MEF (англ.). Marines. United States Marine Corps (27 июля 2006). Дата обращения: 23 июня 2021. Архивировано 24 июня 2021 года.
5. 1 2  Gates pegs Amos to lead Marine Corps. United Press International (15 июня 2010). Дата обращения: 16 июня 2010. Архивировано 2 февраля 2021 года.
6. 1 2  Cavas, Christopher P. Amos expected to be named commandant. Marine Corps Times (15 июня 2010). Дата обращения: 16 июня 2010. Архивировано 28 апреля 2011 года.
7. ↑  Cavallaro, Gina. Obama nominates Amos for commandant post. Marine Corps Times (20 июля 2010). Дата обращения: 21 июля 2010. Архивировано 13 ноября 2010 года.
8. ↑  Ackerman, Spencer. Gen. Amos Will Be the Next Marine Corps Commandant. The Washington Independent (21 июня 2010). Дата обращения: 5 июля 2010. Архивировано 28 июня 2010 года.
9. ↑  Defense Secretary Gates Announces Recommendations to the President on Senior Marine Corps Leadership Positions (Press release). U.S. Department of Defense, Office of the Assistant Secretary of Defense (Public Affairs). 21 июня 2010. Архивировано 10 октября 2014. Дата обращения: 21 июня 2013.
10. ↑  Cavallaro, Gina. Amos faces panel in confirmation hearing. Marine Corps Times (21 сентября 2010). Дата обращения: 21 сентября 2010. Архивировано 29 сентября 2010 года.
11. ↑  Shea, Sgt Jimmy D. Taking the Reins: Marine Corps Welcomes New Commandant. Headquarters Marine Corps. United States Marine Corps (22 октября 2010). Дата обращения: 22 октября 2010. Архивировано из оригинала 26 октября 2010 года.
12. ↑  Corporation, LORD. General James F. Amos, USMC, (ret.) Joins LORD Corporation Board of Directors. www.prnewswire.com. Дата обращения: 11 мая 2016. Архивировано 19 мая 2016 года.
13. ↑  Semper Fi Fund and America's Fund welcome General James F. Amos as new Chairman of the Board - Semper Fi Fund (англ.). Semper Fi Fund (20 июля 2015). Дата обращения: 11 мая 2016. Архивировано из оригинала 11 июня 2016 года.